# Гюнтер Гаппіх
Гюнтер Гаппіх (нім. Günther Happich, нар. 28 січня 1952 — пом. 16 жовтня 1995) — австрійський футболіст, півзахисник.
Насамперед відомий виступами за «Вінер Шпорт-Клуб» та національну збірну Австрії.

## Клубна кар'єра
У дорослому футболі дебютував 1972 року виступами за команду клубу «Вінер Шпорт-Клуб», в якій провів шість сезонів, взявши участь щонайменше у 98 матчах чемпіонату. 
Протягом 1978—1980 років захищав кольори команди клубу «Рапід» (Відень).
Своєю грою за останню команду знову привернув увагу представників тренерського штабу клубу «Вінер Шпорт-Клуб», до складу якого повернувся 1980 року. Цього разу відіграв за віденську команду наступні чотири сезони своєї ігрової кар'єри.
Завершив професійну ігрову кар'єру у клубі «Ферст Вієнна», за команду якого виступав протягом 1984—1985 років.
Помер 16 жовтня 1995 року на 44-му році життя.

## Виступи за збірну
1978 року дебютував в офіційних матчах у складі національної збірної Австрії. Протягом кар'єри у національній команді, яка тривала усього 1 рік, провів у формі головної команди країни 5 матчів.
У складі збірної був учасником чемпіонату світу 1978 року в Аргентині.